# غراهام تايلور
غراهام تايلور (بالإنجليزية: Graham Taylor)‏ (مواليد 15 سبتمبر 1944 - 12 يناير 2017)، هو لاعب ومدرب كرة قدم إنجليزي.

## مسيرته
بدأ تايلور مسيرته الكروية مع نادي غريمبسي يونايتد في عام 1962، ولعب معهم حتى عام 1968، وقد شارك في تلك الفترة في 189 مباراة وسجل هدفين، وفي عام 1968 انتقل إلى نادي لينكون تاون، ولعب معهم حتى عام 1972، وقد شارك في 150 مباراة وسجل هدف.
و منذ عام 1972 توجه إلى التدريب، فقد درب نادي لينكون تاون منذ 1972 وحتى عام 1977، وفي عام 1977 انتقل إلى تدريب نادي واتفورد، وقد دربهم حتى عام 1987، ومنذ عام 1987 وحتى عام 1990 درب نادي أستون فيلا، وفي عام 1990 تم اختياره مدرباً لمنتخب إنجلترا، وقد دربهم حتى عام 1993، وفي موسم 1994/1995 درب نادي وولفرهامبتون واندرز وفي عام 1996 درب نادي واتفورد، وعاد إلى تدريبهم نفس العام، ودربهم حتى عام 2001، وفي موسم 2002/2003 درب نادي أستون فيلا.

## روابط خارجية
- غراهام تايلور على موقع الاتحاد الدولي (مؤرشف)  (الإنجليزية)
- غراهام تايلور على موقع قاعدة بيانات كرة القدم.إي يو (الإنجليزية)
- غراهام تايلور على موقع Soccerbase.com (لاعب) (الإنجليزية)
- غراهام تايلور على موقع Soccerbase.com (مدرب) (الإنجليزية)